# Rattus stoicus
Rattus stoicus és una espècie de mamífer rosegador de la família Muridae que viu a l'Índia. Aquesta espècie és endèmica del grup d'illes d'Andaman de l'Índia. S'ha registrat a partir de Henry Lawrence Island, South Andaman i Andaman Mitjà (Agrawal 2000, Musser i Newcomb 1983) (pers TP Bhattacharya. Pers.). Es reprodueix des del nivell del mar fins a 200 m (Molur et al. 2005). És una espècie terrestre i nocturna i es troba en els boscos tropicals de fulla perenne (Molur et al. 2005). No hi ha amenaces significatives per a la supervivència d'aquesta espècie, és possible que després del tsunami (desembre de 2004) les obres de socors, inclosa la creació de nous assentaments i la neteja dels boscos a les illes Andaman, podrien ser una amenaça potencial per a l'espècie (Sanjay Molur. pers. comm 2008).